# Wayne Dyer
Dr. Wayne Dyer, född 10 maj 1940 i Detroit, Michigan, död 29 augusti 2015 på Maui, Hawaii, var en amerikansk författare av böcker för personlig utveckling. År 1976 skrev han boken Älska dig själv (Your Erroneous Zones), vilken beräknas ha sålt i över 35 miljoner exemplar. Boken låg också 64 veckor på New York Times bestseller-lista fram till november 1977.